# Marsdenia pergulariformis
Marsdenia pergulariformis är en oleanderväxtart som beskrevs av Rudolf Schlechter. Marsdenia pergulariformis ingår i släktet Marsdenia och familjen oleanderväxter. Inga underarter finns listade i Catalogue of Life.